# Studenok, Hluhiv
Studenok (în ucraineană Студенок) este o comună în raionul Hluhiv, regiunea Sumî, Ucraina, formată numai din satul de reședință.

## Demografie
Componența lingvistică a comunei Studenok
     Ucraineană (97,56%)
     Rusă (2,44%)
Conform recensământului din 2001, majoritatea populației comunei Studenok era vorbitoare de ucraineană (97,56%), existând în minoritate și vorbitori de rusă (2,44%).